# Niliria
"Niliria" (hangul: 늴리리야; rr: Nililiya) é uma canção do cantor e rapper sul-coreano G-Dragon, gravada para seu segundo álbum de estúdio Coup d'Etat (2013). Conta com a participação da rapper estadunidense Missy Elliott, e foi composta e produzida por ambos. "Niliria" contou ainda com Teddy Park como co-responsável por sua produção. Apesar de não se ter tornado formalmente um single de Coup d'Etat, a canção atingiu a posição de número nove na Gaon Digital Chart na Coreia do Sul e de número oito nos Estados Unidos através da Billboard World Digital Songs. Mais tarde, a revista Complex classificou-a na posição de número 32, em sua lista referente as cinquenta melhores canções de 2013.

## Antecedentes e composição
O início de produção de "Niliria" ocorreu em 2011, no ano seguinte, a canção recebeu sua primeira versão gravada por G-Dragon e incluída no álbum Coup d'Etat. G-Dragon então passou a procurar por um artista a fim de realizar uma participação na canção. Por tratar-se de uma tentativa de combinar a música tradicional coreana com o Hip hop, ele decidiu a princípio, procurar por um artista popular, mas que fosse mais velho e de preferência uma mulher. Por ser fã do trabalho da rapper Missy Elliott, G-Dragon lhe ofereceu o convite e ela concordou com a parceira. Dessa forma, os dois iniciaram o processo de produção de "Niliria" com a participação de Elliott. Ambos não se encontraram para a sua gravação, mas trabalharam na elaboração da canção através de contatos realizados por e-mail e telefone.
Em 23 de janeiro de 2013, Missy Elliott revelou através de seu twitter, que havia trabalhado com G-Dragon através das canções "Niliria" e "Chugalug", está última nunca lançada. Em junho, a YG Entertainment divulgou um comunicado discutindo a produção de "Niliria" e o envolvimento de Elliott, afirmando que a faixa "fugiu do convencional com uma pitada do sabor coreano" e acrescentou que "as demonstrações da canção folclórica tradicional coreana 'Nilliliya' tornam a faixa de hip hop elegante e clássica".
"Niliria" é uma canção inspirada numa canção folclórica tradicional coreana de mesmo nome e possui demonstrações da mesma. A composição inclui "sirenes e [uma] percussão barulhenta". Os vocais foram descritos como "cortantes". A produção de "Niliria" foi notada ainda por ser étnica e surrealista, o que atraiu comparações com o trabalho desenvolvido pelo produtor estadunidense Timbaland.

## Apresentações ao vivo
"Niliria" foi apresentada por G-Dragon juntamente com Missy Elliott em Los Angeles, Estados Unidos, durante o festival KCON 2013 como parte da M! Countdown: What's Up LA em 25 de agosto. Rebecca Sun da revista The Hollywood Reporter elogiou a apresentação, dizendo que os rappers "combinaram seus corpos com os dançarinos de apoio, parecendo totalmente confortáveis no palco juntos". Marc Hogan escrevendo para a revista Spin, elogiou a mesma performance considerando um "momento pop intercontinental empolgante".

## Desempenho nas paradas musicais
Na Coreia do Sul, "Niliria" estreou em seu pico de número nove na Gaon Digital Chart, de número oito na Gaon Download Chart com vendas de 154,346 mil downloads digitais e de número 34 na Gaon Streaming Chart com mais de um milhão de transmissões, mesmo não tendo sido lançada como single. Nos Estados Unidos, posicionou-se em número oito na Billboard World Digital Songs.  

### Posições
| Paradas (2013)                                 | Melhor posição |
| ---------------------------------------------- | -------------- |
| Coreia do Sul (Gaon Weekly Digital Chart)      | 9              |
| Coreia do Sul (Gaon Weekly Download Chart)     | 8              |
| Coreia do Sul (Gaon Weekly Streaming Chart)    | 34             |
| Coreia do Sul (Billboard K-pop Hot 100)        | 30             |
| Estados Unidos (Billboard World Digital Songs) | 8              |